# Guy Forget
Guy Forget (ur. 4 stycznia 1965 w Casablance) – francuski tenisista, dwukrotny zdobywca Pucharu Davisa, olimpijczyk.

## Kariera tenisowa
Grając jeszcze w gronie juniorów Forget był finalistą US Open 1982 w singlu chłopców. W tym samym  roku rozpoczął karierę zawodową, którą kontynuował do 1997 roku.
W grze pojedynczej Francuz wygrał 11 turniejów rangi ATP World Tour i doszedł do 8 finałów. W rozgrywkach wielkoszlemowych najdalej dochodził do ćwierćfinału, dwa razy podczas Australian Open i trzy razy na Wimbledonie.
W grze podwójnej Forget wywalczył 28 tytułów ATP World Tour i 17 razy uczestniczył w finale. Wśród turniejowych zwycięstw Forgeta znajduje się mistrzostwo w ATP Finals. Partnerem deblowym Francuza był Jakob Hlasek. W 1987 i 1996 roku Forget był finalistą French Open. W edycji zawodów z 1987 roku startował w parze z Yannickem Noahem, a w 1996 roku z Jakobem Hlaskiem. Para Forget–Hlasek osiągnęła ponadto w 1986 roku finał Masters Grand Prix.
W latach 1984–1997 Forget reprezentował Francję w Pucharze Davisa. W 1991 roku znacząco przyczynił się do zdobycia przez Francuzów pierwszego tytułu od 1932 roku, kiedy to pokonali w finale 3:1 Stany Zjednoczone. Forget zagrał najpierw w deblu (w parze z Henrim Leconte) pokonując parę Ken Flach–Robert Seguso, a następnie wygrał rywalizację z Pete’em Samprasem 7:6(5), 3:6, 6:3, 6:4. Pięć lat później, w 1996 roku, Francja wspólnie z Forgetem zwyciężyła po raz kolejny w imprezie, tym razem po zakończonym wynikiem 3:2 finale ze Szwecją. Forget zagrał w grze podwójnej razem z Guillaume'em Raoux. Francuska para pokonała Jonasa Björkmana i Nicklasa Kultiego.
W 1984, 1988 i 1992 roku Forget brał udział w igrzyskach olimpijskich. Najdalej doszedł w 1984 roku  w Los Angeles podczas turnieju demonstracyjnego w grze pojedynczej, kiedy to awansował do ćwierćfinału, wyeliminowany przez Stefana Edberga. W edycji z 1988 roku odpadł z rywalizacji singlowej w III rundzie, a w deblu w ćwierćfinale (w parze z Henrim Leconte). W 1992 roku w Barcelonie odpadł w II rundzie singla i debla.
W rankingu gry pojedynczej Forget najwyżej był na 4. miejscu (25 marca 1991), a w klasyfikacji gry podwójnej na 3. pozycji (18 sierpnia 1986).

### Finały w turniejach ATP World Tour

#### Zwycięzca
gra pojedyncza (11):
rok / turniej
- 1986 Tuluza
- 1989 Nancy
- 1990 Bordeaux
- 1991 Bordeaux, Bruksela, Cincinnati, Paryż (hala), Sydney, Tuluza
- 1992 Tuluza
- 1996 Marsylia

gra podwójna (28):
rok / turniej
- 1985 Sztokholm, Wembley
- 1986 Londyn / Queen's Club, Metz, La Quinta, Bazylea, Monte Carlo, Rzym
- 1987 Forest Hills, Indian Wells, Londyn / Queen's Club, Lyon, Rzym
- 1988 Indian Wells, Nicea, Orlando
- 1990 Indian Wells, Doubles Championship, Long Island, Sztokholm, Stuttgart (hala), Tokio (hala)
- 1991 Bordeaux
- 1993 Indian Wells
- 1994 Bordeaux, Halle, Long Island
- 1995 Mediolan

#### Finalista
gra pojedyncza (8):
rok / turniej
- 1989 Wembley
- 1990 Nicea
- 1991 Indian Wells
- 1992 Paryż (hala), Sztokholm, Sydney Outdoor
- 1994 Gstaad
- 1995 Londyn / Queen's Club

gra podwójna (17):
rok / turniej
- 1984 Bordeaux
- 1985 Nicea
- 1986 Itaparica, Memphis, Masters Doubles
- 1987 Gstaad, French Open
- 1988 Tuluza
- 1991 Gstaad, Indian Wells
- 1992 Bordeaux, Bruksela, Tuluza
- 1995 Ostrawa
- 1996 Hamburg, Mediolan, French Open